# Anadendrum microstachyum
Anadendrum microstachyum är en kallaväxtart som först beskrevs av De Vriese och Friedrich Anton Wilhelm Miquel, och fick sitt nu gällande namn av Cornelis Andries Backer och Cornelis Rugier Willem Karel van Alderwerelt van Rosenburgh. Anadendrum microstachyum ingår i släktet Anadendrum och familjen kallaväxter. Inga underarter finns listade.